# Cratichneumon variegatus
Cratichneumon variegatus là một loài tò vò trong họ Ichneumonidae.